# ФИБА светска ранг-листа
| Тимови Бр. 1 кроз историју |
| -------------------------- |
|                            |

Фибина ранг-листа је поредак мушких кошаркашких репрезентација на основу освојених бодова у текућој години. Тренутно на 1. месту је репрезентација САД. 
| Топ 20 Земаља на свету          |            |                        |       |
| Ранк                            | Статус     | Репрезентација         | Поени |
| 1                               | Стагнација | Сједињене Државе       | 748.1 |
| 2                               | Стагнација | Шпанија                | 706.7 |
| 3                               | Стагнација | Француска              | 647.7 |
| 4                               | Стагнација | Србија                 | 643.6 |
| 5                               | Стагнација | Аргентина              | 622.0 |
| 6                               | Стагнација | Литванија              | 619.0 |
| 7                               | Стагнација | Словенија              | 588.6 |
| 8                               | Стагнација | Хрватска               | 566.1 |
| 9                               | Стагнација | Грчка                  | 545.5 |
| 10                              | Стагнација | Аустралија             | 466.4 |
| 11                              | Стагнација | Бразил                 | 464.7 |
| 12                              | Стагнација | Русија                 | 455.0 |
| 13                              | Стагнација | Мексико                | 444.6 |
| 14                              | Стагнација | Италија                | 426.0 |
| 15                              | Стагнација | Порто Рико             | 404.8 |
| 16                              | Стагнација | Летонија               | 396.9 |
| 17                              | 1          | Турска                 | 380.8 |
| 18                              | 1          | Доминиканска Република | 379.6 |
| 19                              | Стагнација | Украјина               | 362.3 |
| 20                              | Стагнација | Венецуела              | 352.6 |
| Комплетна листа-FIBA.basketball |            |                        |       |